# Laredo (Texas)
Laredo és una ciutat ubicada al sud de Texas, EUA, al marge nord del Rio Grande en el límit fronterer entre Estats Units i Mèxic. La ciutat és la seu del comtat Webb, Texas. D'acord amb el cens del 2006, la ciutat té una població de 231.470 habitants i la Zona Metropolitana Laredo-Nuevo Laredo té un total de 599.268 habitants; la seva extensió és de 206 km², dels quals 203,2 km² són de terra i 2,8 km² d'aigua.
La ciutat destaca per haver tingut sis banderes sobre la ciutat; i és que aquesta ciutat, fundada l'any 1755 i nascuda com a vil·la, va ser la capital de l'antiga República del Río Grande. Té 4 ponts internacionals i un pont ferroviari. El seu clima és semiàrid durant l'estiu i suau durant l'hivern.
L'aeroport Laredo International Airport està situat als límits de la ciutat, mentre que l'aeroport Quetzalcoatl International Airport és a prop de Nuevo Laredo, Mèxic. La ciutat té 4 equips esportius professionals: Laredo Bucks, Laredo Broncos, Laredo Heat i Laredo Lobos. Pel que fa a l'àmbit educatiu, compta amb la universitat Texas A&M International University i la facultat Laredo Community College. La festa major de la ciutat és la Washington's Birthday Celebration, que se celebra al Febrer i atrau centenars de milers de turistes.
Laredo està ubicat al sud-oest de San Antonio, a 232 km d'aquesta ciutat; Laredo s'ubica al final dels plans del Rio Grande els quals estan al sud de l'Edwards Plateau, a l'est les Coastal Plains i les Muntanyes de Mèxic a l'oest. L'àrea consisteix en unes quants elevacions i un terreny pla cobert per arbusts, com herba i petits roures. És una zona molt bona per a la caça de cérvols i senglars i cada any se celebra la competició de Cola Blanca on hi fan cap caçadors de tot l'estat. Un altre detall geogràfic és el Llac Casa Blanca, que dona nom al Parc estatal internacional del llac Casa Blanca, on es troba; el llac ocupa 7 km² i els voltants tenen una extensió d'1,5 km² de territori.

## Història

Mapa de Laredo de l'any 1892

La Villa de San Agustin de Laredo va ser fundada l'any 1755 per Don Tomas Sanchez quan la zona formava part de Nuevo Santander a la colònia espanyola de Nova Espanya. El nom de Laredo, en referència a la ciutat espanyola de Laredo, es va posar en honor de Sant Agustí d'Hipona. L'any 1840 Laredo es convertí en la capital de la República del Río Grande; el 1846 durant la Intervenció Nord-americana la ciutat va ser ocupada pels Ràngers de Texas. Després de la guerra, el Tractat de Gudalupe-Hidalgo va cedir territori cap als Estats Units d'Amèrica; se celebrà un referèndum a la ciutat on es va decidir que volien la retirada de les forces americanes i retornar la ciutat a mans de Mèxic; la petició no va ser acceptada, i en resposta als que no estaven d'acord amb aquesta situació, decidiren travessar el riu i establir la ciutat de Nuevo Laredo, a l'Estat de Tamaulipas. L'any 1849 l'exèrcit estableix el Fort McIntosh (originalment, Camp Crawford) i el 1852 Laredo s'estableix com a ciutat.
És un dels passos més antics al llarg de la frontera i la ciutat més gran amb port interior. L'any 2005 celebrà el 250è aniversari de la seva fundació; l'origen del nom Laredo no és molt clar. Alguns acadèmics diuen que el nom pot venir de Glaretum que significa "sorra, lloc pedrós"; d'altres creuen que ve de l'Èuscar, que significa "bonics prats". Laredo pot ser que provingui de Laridae que significa gavina o pot tenir el seu origen en dues paraules llatines: lar que vol dir llar i edo, que vol dir néixer.

## Clima
El clima de Laredo està determinat per la seva localització, entre el Golf de Mèxic i les Muntanyes de Mèxic. La sequera i la calor són conseqüència dels deserts del nord de Mèxic i qualsevol humitat provinent del Pacífic és aturada pel conjunt muntanyós mexicà; no en rep del Pacífic però sí del Golf. Per la seva ubicació geogràfica, Laredo té un clima extrem, amb períodes llargs de calor en els que sobtadament poden caure tempestes violentes, inclús tornados, en un breu període. Per ser el sud de Texas, és fred durant l'hivern i la mitja de temperatura màxima és de 19 °C i la mínima de 6 °C; pràcticament mai neva, encara que va caure neu durant unes hores en el Nadal del 2004, convertint-se en la 1a nevada de la història d'aquesta ciutat des que es registren les dades climàtiques.
Normalment Laredo experimenta temperatures altes, sobre 37 °C i unes mínimes de 24 °C a l'estiu i 35 mm (20 polzades) de pluja per any. Com que molts cops hi ha sequera, des del 2003 s'ha establert una ordenança per a l'estalvi de l'aigua.
| Temperatures i precipitacions mitjanes de Laredo, Texas | Temperatures i precipitacions mitjanes de Laredo, Texas | Temperatures i precipitacions mitjanes de Laredo, Texas | Temperatures i precipitacions mitjanes de Laredo, Texas | Temperatures i precipitacions mitjanes de Laredo, Texas | Temperatures i precipitacions mitjanes de Laredo, Texas | Temperatures i precipitacions mitjanes de Laredo, Texas | Temperatures i precipitacions mitjanes de Laredo, Texas | Temperatures i precipitacions mitjanes de Laredo, Texas | Temperatures i precipitacions mitjanes de Laredo, Texas | Temperatures i precipitacions mitjanes de Laredo, Texas | Temperatures i precipitacions mitjanes de Laredo, Texas | Temperatures i precipitacions mitjanes de Laredo, Texas | Temperatures i precipitacions mitjanes de Laredo, Texas |
| Mes                                                     | Gen                                                     | Feb                                                     | Mar                                                     | Abr                                                     | Mai                                                     | Jun                                                     | Jul                                                     | Ago                                                     | Set                                                     | Oct                                                     | Nov                                                     | Des                                                     | Any                                                     |
| ------------------------------------------------------- | ------------------------------------------------------- | ------------------------------------------------------- | ------------------------------------------------------- | ------------------------------------------------------- | ------------------------------------------------------- | ------------------------------------------------------- | ------------------------------------------------------- | ------------------------------------------------------- | ------------------------------------------------------- | ------------------------------------------------------- | ------------------------------------------------------- | ------------------------------------------------------- | ------------------------------------------------------- |
| Record altes °F (°C)                                    | 92 (33)                                                 | 94 (34)                                                 | 99 (37)                                                 | 108 (42)                                                | 112 (44)                                                | 112 (44)                                                | 111 (44)                                                | 112 (44)                                                | 109 (43)                                                | 101 (38)                                                | 99 (37)                                                 | 93 (34)                                                 | 104 (40)                                                |
| Mitjana més altes °F (°C)                               | 66 (19)                                                 | 71 (22)                                                 | 80 (27)                                                 | 88 (31)                                                 | 92 (33)                                                 | 96 (36)                                                 | 99 (37)                                                 | 99 (37)                                                 | 93 (34)                                                 | 86 (30)                                                 | 76 (25)                                                 | 68 (20)                                                 | 84 (29)                                                 |
| Mitjana més baixes °F (°C)                              | 43 (6)                                                  | 47 (8)                                                  | 55 (13)                                                 | 63 (17)                                                 | 69 (21)                                                 | 73 (23)                                                 | 75 (24)                                                 | 75 (24)                                                 | 74 (22)                                                 | 63 (17)                                                 | 53 (12)                                                 | 45 (7)                                                  | 61 (16)                                                 |
| Record baixes °F (°C)                                   | 26 (-3)                                                 | 29 (-2)                                                 | 33 (1)                                                  | 38 (3)                                                  | 54 (12)                                                 | 66 (19)                                                 | 68 (20)                                                 | 64 (18)                                                 | 56 (13)                                                 | 42 (6)                                                  | 33 (1)                                                  | 15 (-9)                                                 | 43,6 (7)                                                |
| Precipitació inches (cm)                                | 1.0 (2.5)                                               | 1.1 (2.7)                                               | 0.8 (1.9)                                               | 1.8 (4.5)                                               | 2.6 (6.6)                                               | 3.2 (8.1)                                               | 1.5 (3.8)                                               | 2.7 (6.8)                                               | 3.1 (7.9)                                               | 2.5 (6.4)                                               | 1.2 (2.9)                                               | 0.9 (2.4)                                               | 22,2 (56,5)                                             |
| Font: worldclimate.com maig 2007                        |                                                         |                                                         |                                                         |                                                         |                                                         |                                                         |                                                         |                                                         |                                                         |                                                         |                                                         |                                                         |                                                         |

## Població
D'acord amb el cens, s'estima que per 2006 hi vivien 231.470 persones; l'any 2005 aproximadament hi havia 99.675 homes i 108.112 dones que residien en 60.816 habitatges, dels quals, 33.832 hi vivien els seus propietaris. La mitjana de residents a cada casa era de 3,69 persones. La densitat de la població era de 868,9 km/2.
Per raça la població es divideix en:
- Blancs, 179.887 habitants (86,6%)
- Afroamericà, 1.012 habitants (0,5%)
- Natius americans, 779 habitants (0,4%)
- Habitants d'illes del Pacífic, 23.932 habitants (11,5%)
- 2 o més races: 1.578 habitants (0,8%)

Els Hispànics o llatins són uns 197.198 o 94,9% de la població en termes ètnics.
Sobre les edats, es divideix de la següent manera:
- De 0-18 anys: 35,5%
- De 18-24 anys: 11,4%
- De 25-44 anys: 29,5%
- De 45-64: 15,8%
- De 65-: 7,8%

L'edat mitjana era de 27 anys. Per cada 100 dones hi havia 92,2 homes.
La mitjana d'ingressos domèstics era de 32,019 dòlars; aquesta augmenta a 32,577 dòlars quan hi viu una família. La renda per capita de la ciutat era de 12,269 dòlars i el 29,2% de les famílies vivien al llindar de la pobresa.

## Govern

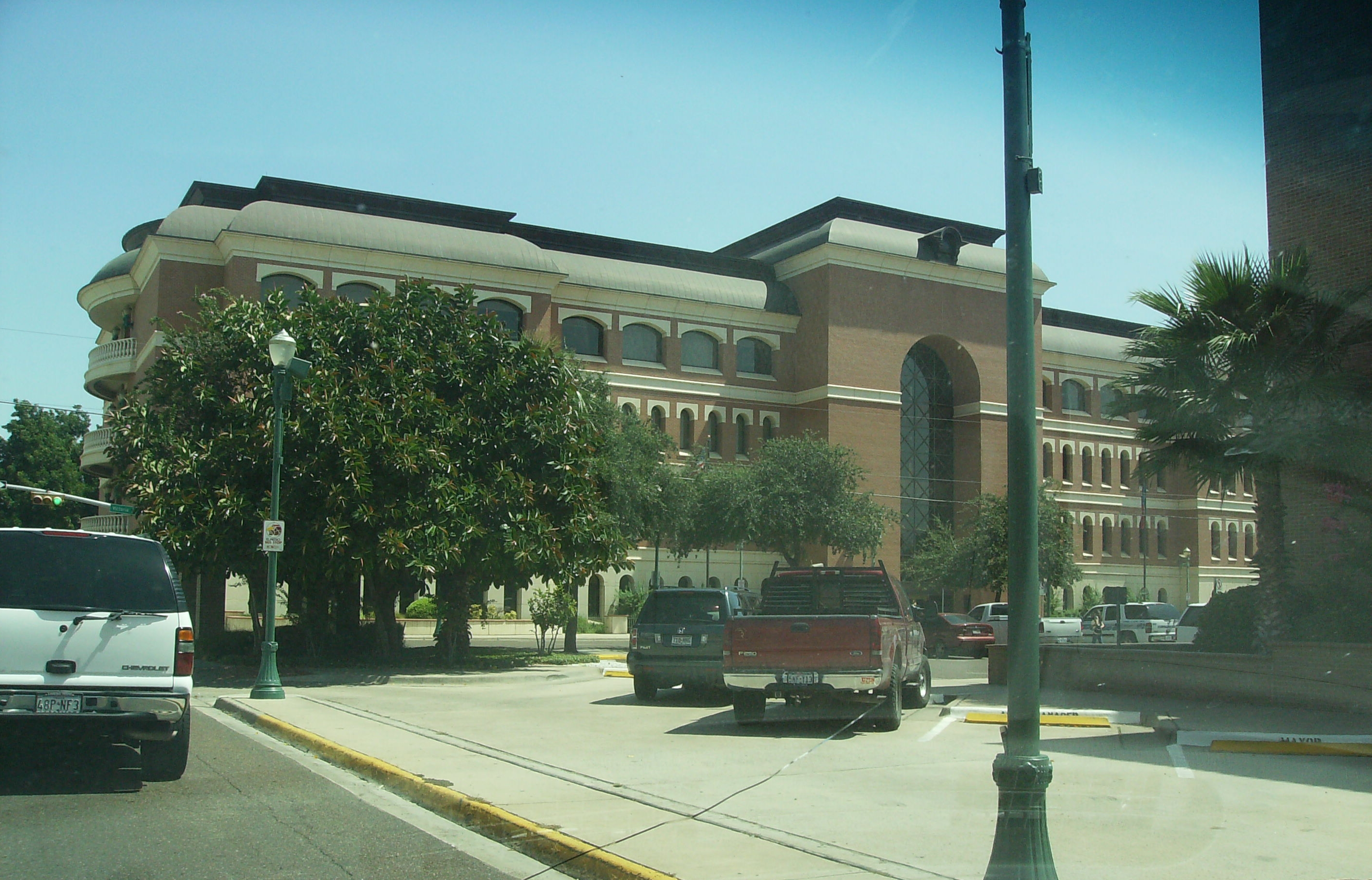
Edifici de l'Administració del Comtat Webb

El govern està controlat per un fort consell de la ciutat i un sistema d'alcaldia dèbil. Encara que l'alcalde presideix el consell de la ciutat, ell no té vot de desbloqueig. Les eleccions són al maig; el govern municipal és administrat per l'encarregat de la ciutat que és ocupat pel consell de la ciutat. Tots els càrrecs polítics de la ciutat duren 4 anys; les sessions del Consell de la ciutat se celebren els dilluns i es poden veure pel canal públic d'accés a Laredo. La pàgina web principal és www.cityoflaredo.com Arxivat 2016-02-02 a Wayback Machine..
L'alcalde és Raul G. Salinas
L'administrador de la ciutat és Carlos Villareal
Consell de la ciutat:

Districte 1 - Mike Garza

Districte 2 - Hector "Tito" Garcia

Districte 3 - Dr. Michael Landeck

Districte 4 - Johnny Amaya

Districte 5 - Johnny Rendon

Districte 6 - Gene Belmares

Districte 7 - Juan Chavez

Districte 8 - Juan Ramirez

## Educació

### PK a 12

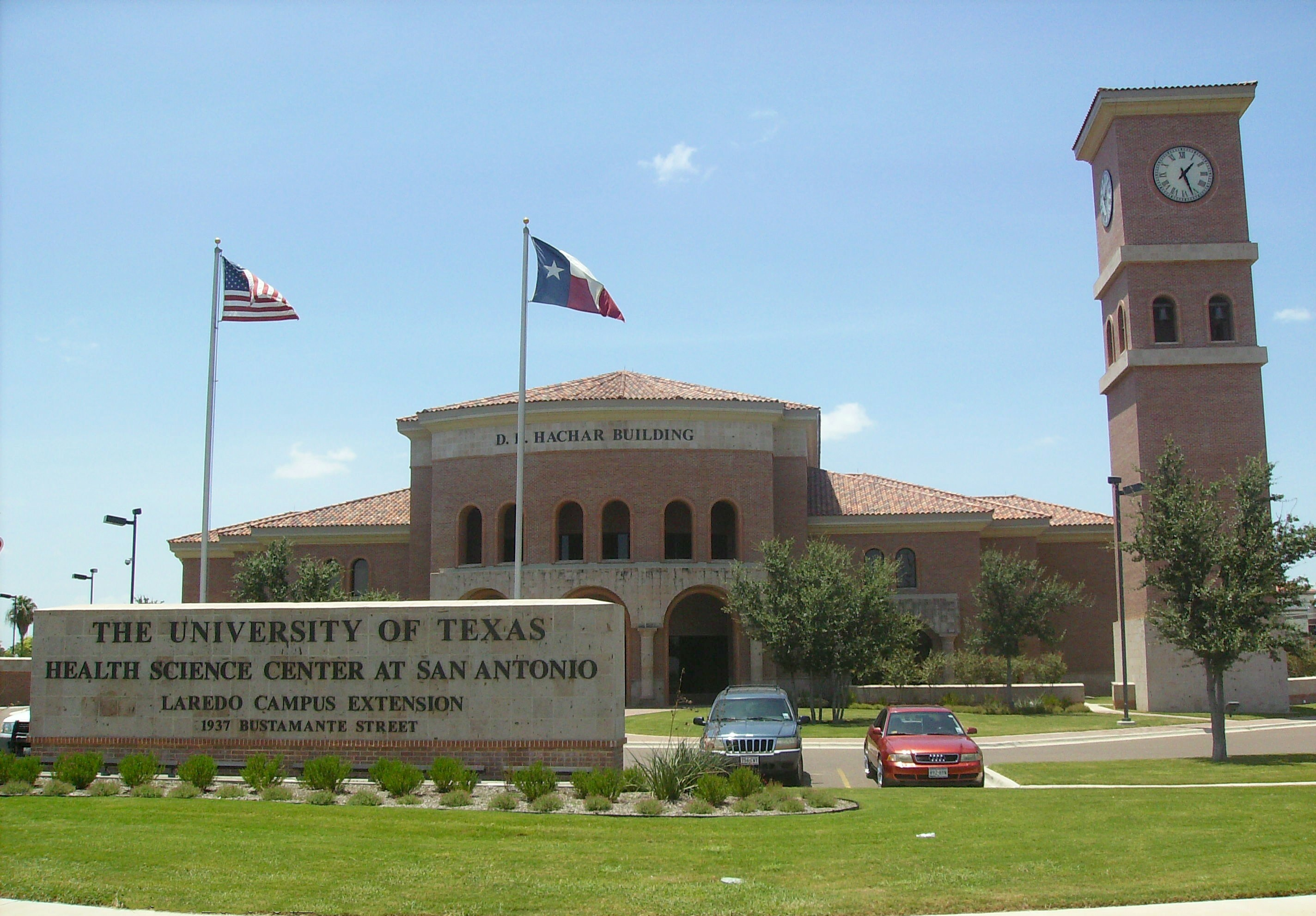
Edifici principal de la University of Texas Health and Science Center

Laredo té 2 districtes escolars i 8 escoles privades. Els districtes són:
- El Laredo Independent School District (LISD) dona servei a la zona central de Laredo; les escoles que se troben són la Cigarroa High School, Martin High School, J. W. Nixon High School i la Laredo Early College High School. LISD també dona servei per la seva influència a tres escoles: Dr. Dennis D. Cantu Health Science Magnet School, LISD Magnet for Engineering and Technology Education, i la Vidal M. Trevino School of Communications and Fine Arts.
- La United Independent School District dona servei a altres parts de Laredo i del nord del comtat de Webb; són els següents: John B. Alexander High School, Lyndon B. Johnson High School, United High School, United South High School. UISD també dona servei per la seva influènciaó a 3 escoles: John B. Alexander Health Science Magnet, United Engineering Magnet, i el United South Business Magnet. Actualment hi ha 39 escoles dins de la UISD, amb 40.000 estudiants, i cobreix una zona semblant a la mida de l'estat de Rhode Island.

La ciutat també té 8 escoles privades:
- Saint Augustine High School[3] Catholic School, 8th-12th
- Laredo Christian Academy, Assemblies of God, Grades PK-12th
- United Day School, Nonpartisan, PK-8th
- Mary Help of Christians School, Catholic School, PK3-8th
- Blessed Sacrament School, Catholic School, PK-5th
- Our Lady of Guadalupe School, Catholic School, PK-5th
- St. Peter Memorial School, Catholic School, PK-5th
- Saint Augustine Elementary School, Catholic School, PK-6th

### Facultats i Universitats
Laredo és la llar de la facultat Laredo Community College (LCC) i la universitat Texas A&M International University (TAMIU). La universitat University of Texas Health Science Center té un campus a Laredo.
- La facultat Laredo Community College és una institució que ofereix titulacions Associates Degrees de 2 anys.
- La universitat Texas A&M International University és una universitat que ofereix titulacions de Bachelors i Master's Degrees.
- La universitat University of Texas Health Science Center s'ubica a l'East Laredo a prop de la carretera United States Route 59 i del centre mèdic Laredo Medical Center. El campus és una extensió universitària de la universitat UTHSC de San Antonio, Texas i ofereix titulacions Doctoral Degrees.

## Economia

### Comerç
Més del 47% del tràfic comercial dirigit a Mèxic i més del 36% del trànsit comercial del país veí travessa el port d'entrada de Laredo. L'economia de la ciutat gira entorn el comerç i els magatzems industrials, importació i exportació; com un dels protagonistes del comerç internacional, l'economia de Laredo ha tret profit amb el pas del North American Free Trade Agreement; l'aeroport de la ciutat té vols sense parades direcció Houston, Dallas i Las Vegas; el port d'entrada de Laredo consisteix en 5 ponts internacionals que creuen el Rio Grande direcció els estats de Tamaulipas i Nuevo Leon, Mèxic.

#### Ponts internacionals
- Gateway to the Americas International Bridge
- Pont Internacional Juárez-Lincoln
- World Trade International Bridge (trànsit comercial únicament)
- Colombia-Solidarity International Bridge
- Texas-Mexican Railway International Bridge

#### Principals autopistes
Principals autopistes de Laredo:
- Interstate 35 Laredo-Duluth
- U.S. Highway 59 Laredo-Lancaster
- U.S. Highway 83 Brownsville-Laredo-Westhope
- State Highway 255 Laredo-Colombia
- State Highway 359 Laredo-Skidmore

Principals autopistes de Nuevo Laredo:
- Mexican Federal Highway 85 Nuevo Laredo-Mexico City
- Mexican Federal Highway 2 Matamoros-Nuevo Laredo-Colombia-Ciudad Acuña
- Tamaulipas State Highway 1 Nuevo Laredo-Monterrey
- Nuevo Leon State Highway Spur 1 Colombia-Anáhuac

### Negocis al menor

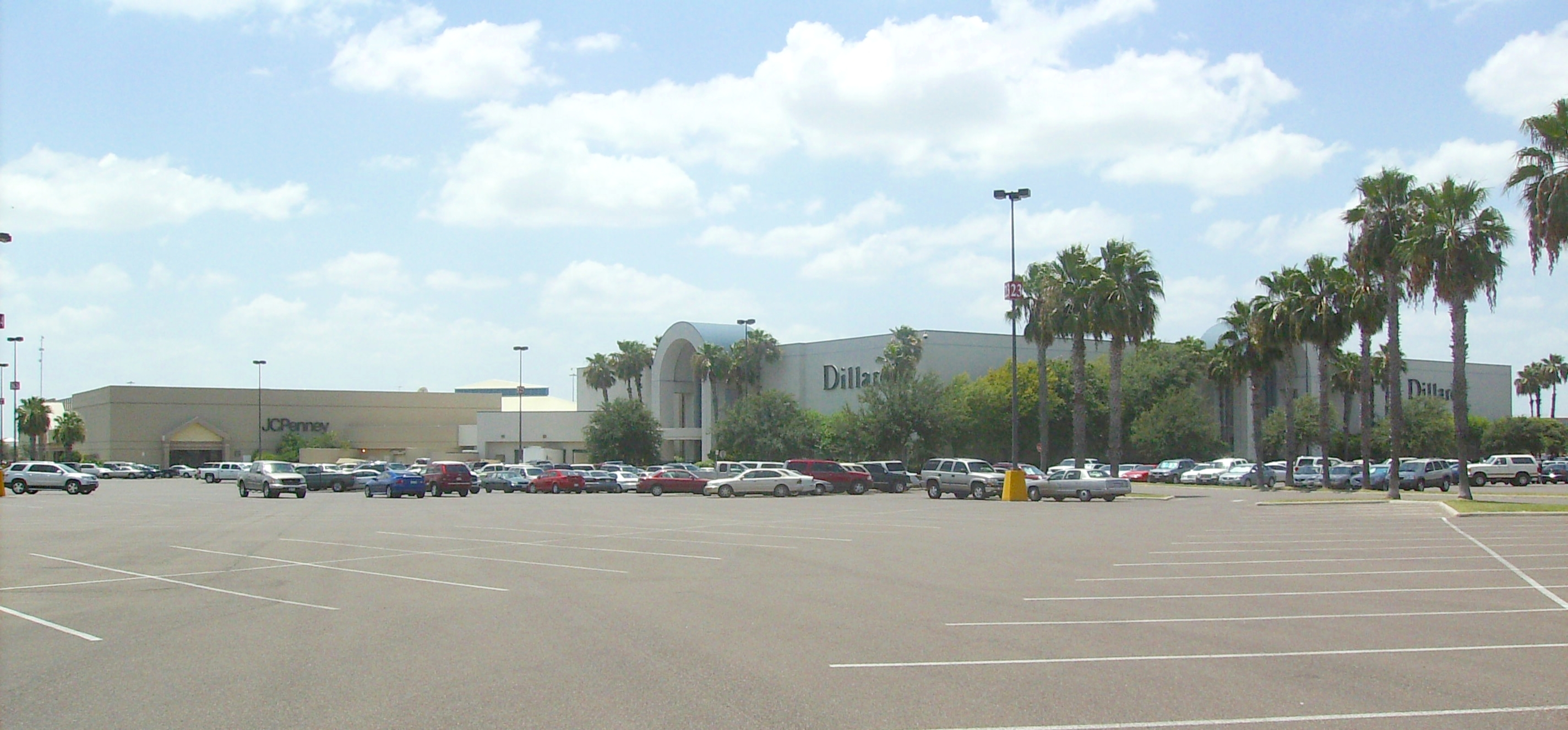
El centre comercial Mall del Norte és un dels més grans del Sud de Texas

Les tendes de venda al menor han ajudat a l'economia de Laredo-Nuevo Laredo, atraent compradors del Nord de Mèxic i del sud de Texas Shopping Demographics in the Laredo Area Arxivat 2007-09-28 a Wayback Machine.. Hi ha 2 edificis de tendes i dotzenes de centres de compres. La Streets of Laredo Urban Mall és una associació creada per comerciants per renovar i embellir l'àrea, situat al carrer Iturbide, on és l'històric districte de San Agustin LareDOS Article "Streets of Laredo Urban Mall Arxivat 2007-10-06 a Wayback Machine..
De cara al 2009 Laredo tindrà 2 edificis de tendes més que actualment s'estan construint:

- Mall Del Norte 1,198,199 ft²
- El Portal Mall 380,000 ft²
- Laredo Town Center Mall 580,577 ft² (per obrir-se el 2009}[8]
- Piazza del Sol Mall 1,000,000+ ft² (per obrir-se el 2009)[9]
- Streets of Laredo Urban Mall

### Ocupació
Dades de l'octubre del 2007, Laredo tenia els següents percentatges de població ocupada en els següents sectors:
- Comerç, transport i utilitats: 32%
- Informació: 1%
- Activitat financera: 5%
- Serveis professionals en negocis: 6%
- Educació i sanitat: 15%
- Lleure: 10%
- Govern: 23%
- Construcció i mina: 5%
- Manufactura: 2%
- Altres serveis: 2%

Laredo ha incrementat la població de treballs no agrícoles dels 55.100 en Gener del 1996 als 86.600 en Octubre del 2007; La taxa d'ocupació ha anat creixent a bon ritme durant aquest període i en el 2007, la taxa de creixement ha estat del 2,5%; la d'atur, del 4,1% (la mitja de Texas és un 3,9%). Això és una fita significativa d'ençà el 10% de mitjans del 1990.

## Arquitectura i lleure

### Lleure
Anualment se celebra el Washington's Birthday Celebration (WBCA) que dura 1 mes i celebra l'aniversari de Washington. Fundat l'any 1898; és la celebració més gran d'aquest tipus als Estats Units amb uns 400.000 anuals.
El Jamboozie se celebra a finals de Gener al centre de Laredo com a part de les celebracions del Washington's Birthday. S'assembla a una espècie d'imitació del Mardi Gras de Nova Orleans; és conegut per ser un esdeveniment amb molt de color amb molta gent vestida en grans, màscares i equips ostentosos.
El Lake Casa Blanca International State Park és un llac artificial on es pot cuinar a l'aire lliure, acampar, menjar fora de casa un dia, nedar, esqui sobre l'aigua, ciclisme de muntanya, però sobretot, per la pesca.
Hi ha molts clubs/bars a Laredo. Alguns exemples són Las Cananas -ambient mexicà-, Hal's Landing -bar i maquinetes de videojocs-, El Sitio, Club Eros, South Beach, Agave Azul (música internacional), Old No.2 (música rock i freqüentat per gent de 18-24 anys), Chelseas i el FLoungue, que és una reencarnació del FBar, que era ben conegut per DJ's com Joe Bermudez.

### Edificis

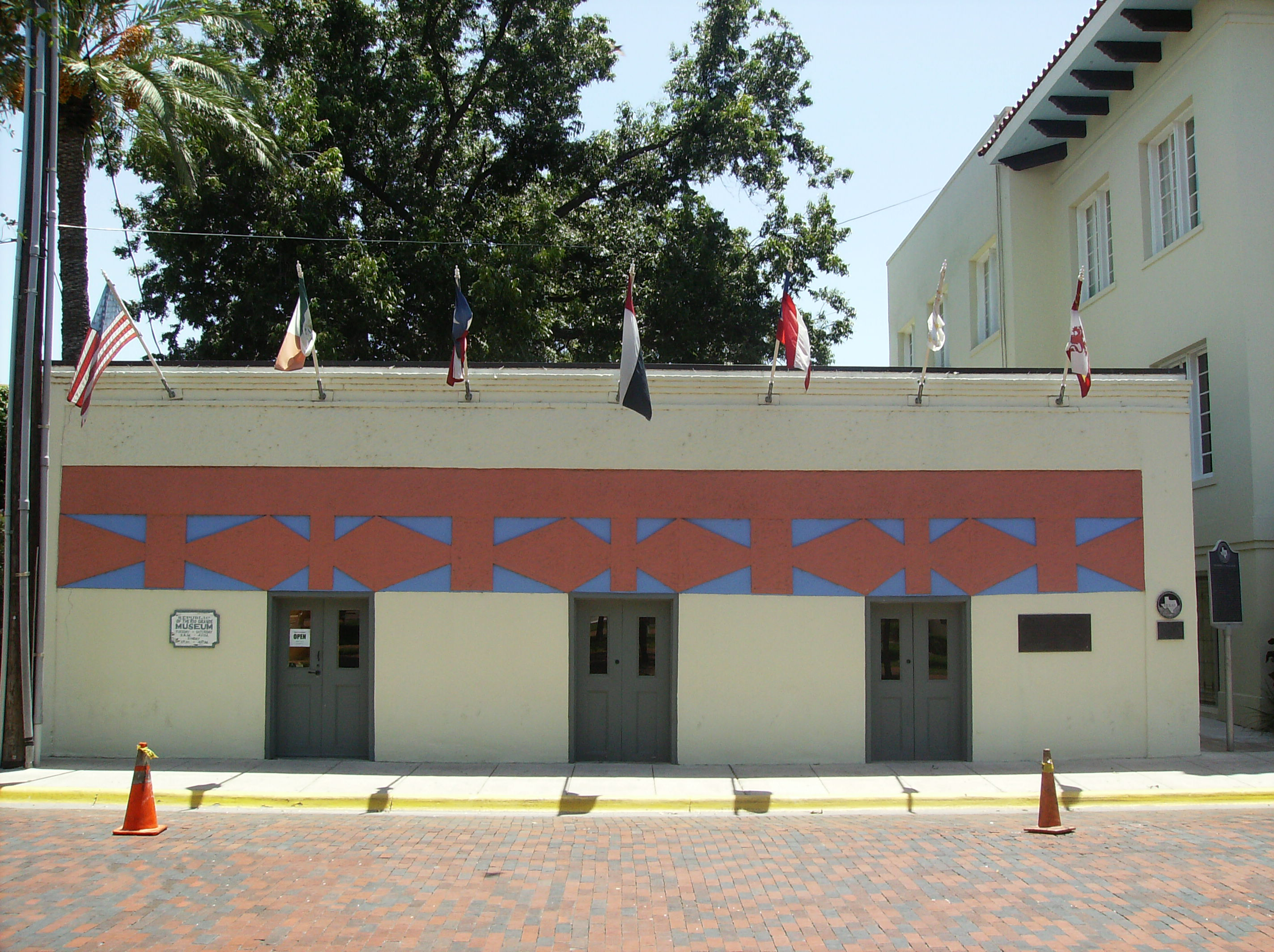
El Republic of the Rio Grande's Capitol b

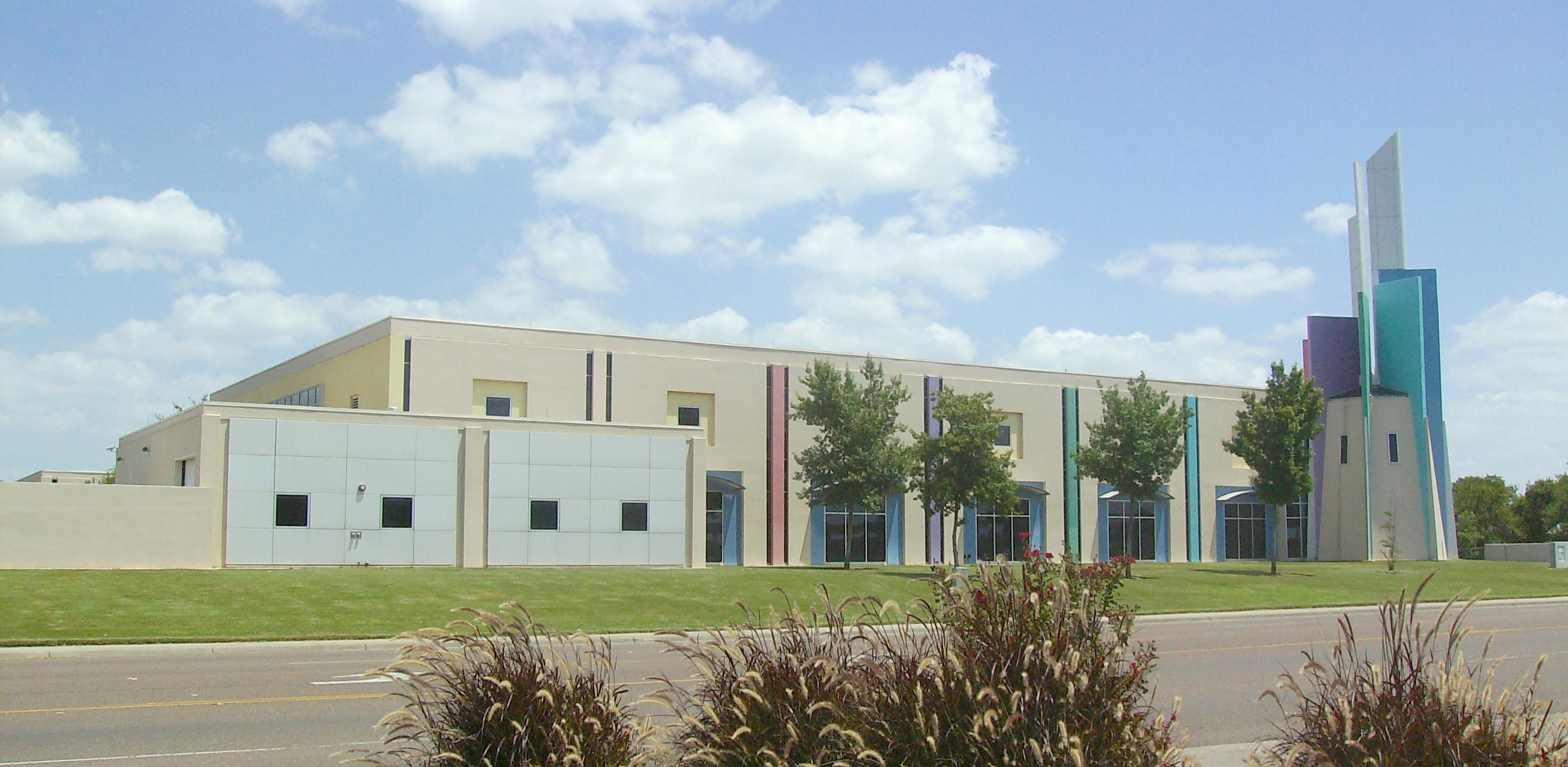
Edifici principal de la Laredo Public Library

El Republic of the Rio Grande Capitol Building Museum, museu on hi ha documents, dibuixos i altres materias sobre el segle xix en la zona de Laredo; ofereix visites per escolars i adults; degut a la República, Laredo ha tingut 7 banderes en comptes de les tradicionals 6 banderes de Texas.
El Laredo Center for the Arts té 3 galeries: La Goodman, la Laredo Art League i la Lilia G. Martinez.
Imaginarium of South Texas ofereix una experiència en ciència, tecnologia i art pel jovent de Laredo.
La Lamar Bruni Vergara Science Center Planetarium permet contemplar dins d'una gran sala una imatge acurada del cel de nit entre d'altres relacionades en el cel i l'Univers.
La Laredo Public Library, que té 6.000 m² (60.000 sq. peus) ubicada a la Bruni Plaza Branch, en el centre de la ciutat. Hi ha una altra al sud de Laredo, la Santo Niño. L'antiga biblioteca estava al 2º pis del City Hall, conegut avui dia com Market Hall.

### Arquitectura

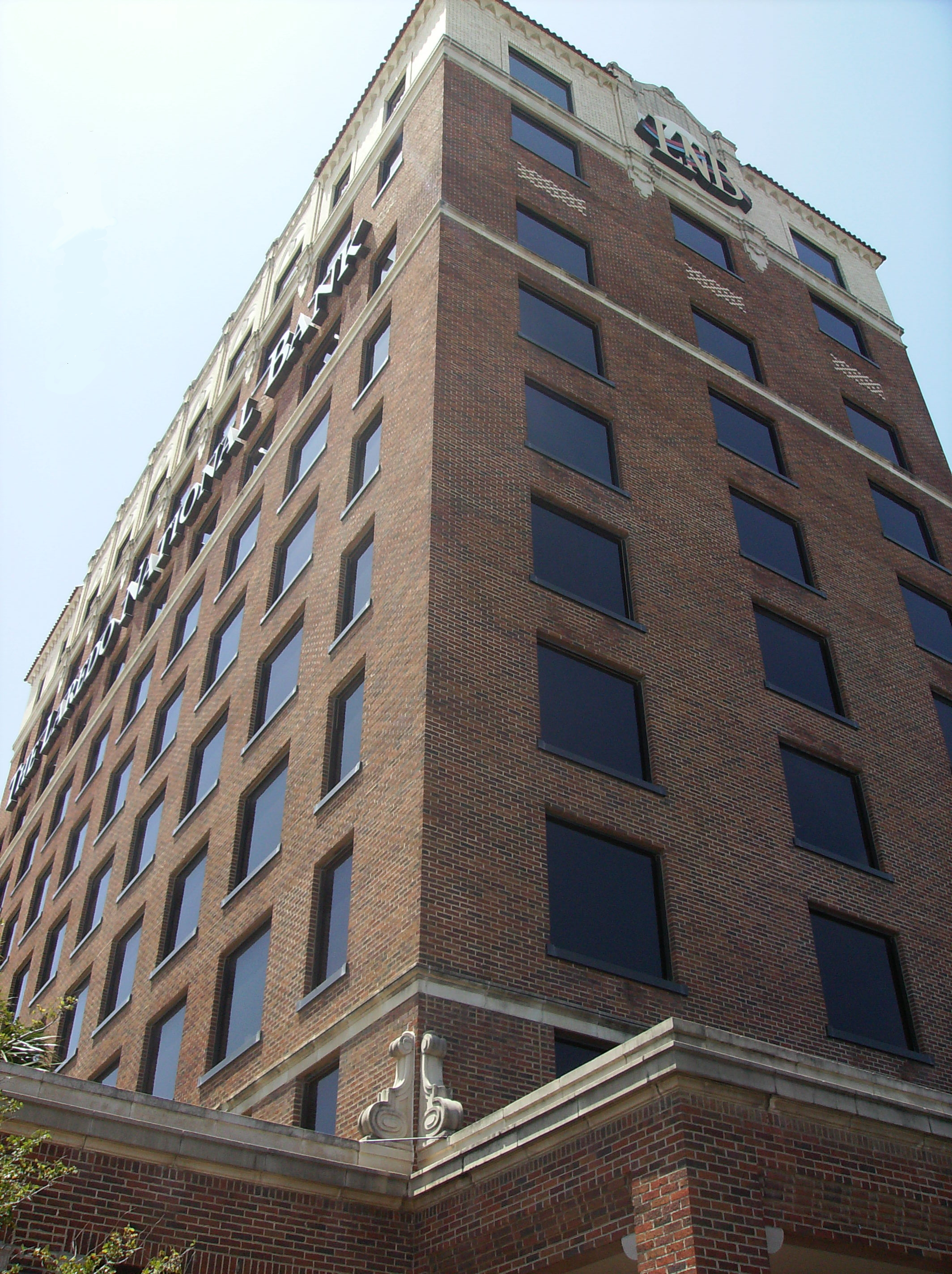
Laredo National Bank

L'arquitectura de Laredo és una mescla d'arquitectura colonial espanyola, arquitectura estatunidenca amb un toc mexicà. La majoria dels edificis d'epoca colonial espanyola estan situats al centre, en especial al districte històric de San Agustin, però també es veu en edificis com el Medical Center, Texas National Bank, Laredo Town Center i d'altres. Dissenys d'arquitectura americana pot veure's al llarg de la Interstate Highway 35 com el Hamiltion Hotel, Rio Grande Plaza, Walker Plaza, the Laredo Federal Courthouse, i el Laredo City Hall.
Llista dels edificis més alts de Laredo:
| Rank | ! Building Name       | Height        | Floors | Year Built |
| ---- | --------------------- | ------------- | ------ | ---------- |
| 01   | Hamilton Hotel        | 150 ft (46 m) | 12     | 1923       |
| 02   | San Agustin Cathedral | 141 ft (43 m) | N/A    | 1872       |
| 03   | Rio Grande Plaza      | -             | 15     | 1975       |
| 04   | Holiday Inn Laredo    | -             | 14     | 1984       |
| 05   | Laredo National Bank  | -             | 10     | 1926       |
| 06   | Senior Citizens Home  | -             | 8      | -          |
| 07   | Laredo Medical Center | -             | 7      | -          |
| 08   | Gateway Inn           | -             | 6      | -          |
| 09   | Rialto Hotel          | -             | 6      | 1925       |
| 10   | Walker Plaza          | -             | 5      | -          |

## Agermanaments
Llista de ciutats agermanades:
| - Acámbaro, Mèxic (2004) - Chenzhou, República Popular de la Xina (2001) - Cienega de Flores, Mèxic (1987) - Cuernavaca, Mèxic - Guadalajara, Jalisco, Mèxic - Guadalupe, Nuevo León, Mèxic (2000) - Jerez de García Salinas, Mèxic (1987) - Lampazos, Mèxic (2000) - Laredo (Cantàbria), Espanya (1978) | - León, Mèxic (2006) - Marín, Nuevo León, Mèxic - Mexticacan, Mèxic (2002) - Monclova, Mèxic (2003) - Montemorelos, Mèxic - Murray Bridge, Austràlia (1984) - Nuevo Laredo, Mèxic (1986) - San Antonio de Areco, Argentina (2001) - San Miguel de Allende, Mèxic (2001) | - Tainan Hsien, Taiwan (1985) - Tepatitlan, Mèxic - Tijuana, Mèxic - Tlahualillo, Mèxic (1988) - Tonala, Mèxic - Torreón, Mèxic (2004) - Veracruz, Mèxic (1992) - Wuwei, Xina (2004) - Zixing, Xina (2002) |

En espera: 
- Candela, Coahuila de Zaragoza, Mèxic
- Papantla, Veracruz, Mèxic
- Rizhao, Xina
- Qinghai, Xina